# Litobratřice
Litobratřice (deutsch Leipertitz) ist eine Gemeinde im Jihomoravský kraj (Region Südmähren), Bezirk Znojmo (Bezirk Znaim) in der Tschechischen Republik. Sie liegt 18 Kilometer südöstlich von Moravský Krumlov (Mährisch Kromau).

## Geographie
Der Ort ist umgeben von Feldern mit sanften Anhöhen, kleinen Bächen und Wäldchen. Am südlichen Horizont befindet sich die Staatzer Burgruine und südöstlich die Pollauer Berge (tschechisch Pavlovské vrchy). Robinien umgeben den Ort. Weithin sichtbar ist das Wahrzeichen der Gemeinde, die Kirche mit dem 37 m hohen Kirchturm. Der nach dem Dorfe benannte Ortsbach entspringt in einigen Quellen in der Nordwestecke des Gemeindegebietes, speist zuerst den künstlich angelegten Ortsteich, durchfließt dann in südöstlicher Richtung das Gemeindegebiet und vereinigt sich in der Dürnholzer Au mit der Thaya.
Die Nachbarortschaften sind im Norden Jiřice u Miroslavi (Irritz), Damnice (Damnitz), Dolenice (Tullnitz), Troskotovice (Treskowitz), im Südosten Drnholec (Dürnholz), im Süden Hrušovany nad Jevišovkou (Grusbach) und im Westen Břežany u Znojma (Frischau).

## Geschichte
Leipertitz wurde erstmals 1278 unter dem Namen Lupratitz als größerer Ort mit Kirche Hl. St. Georg und Pfarrei genannt. Später erwarb die Benediktinerabtei Wilimow das Dorf und schlug es ihrem Gut Auertschitz zu. 1395 wurde der Ort als Lonpraticz bezeichnet. Im Jahre 1450 entriss der Kromauer Gutsherr Heinrich von Lipa der Abtei Wilimow die Pfarrei samt Zehnt und Hof. 1672 erscheint in den Chroniken Leypertitz und ab 1718 Leipertitz.
Angaben aus dem Urbar von 1414 belegen, dass der drei Kilometer südlich von Leipertitz gelegene Ort Paulowitz (Paulwitz) bereits 200 Jahre vor dem Dreißigjährigen Krieg verödet war. Nach den Religionskriegen erfolgte die Einbeziehung der Gemarkung Paulowitz in die von Leipertitz. Dies bestätigt ein Grenzstein am südlichsten Punkt, den Haidäckern, aus dem Jahre 1681.
Im 16. Jahrhundert wurde Mähren zum größten Teil lutherisch. Auch Litobratřice (Leipertitz) hatte um 1530 den letzten katholischen Pfarrer. Anschließend waren zwei protestantische Pastoren im Ort tätig. Nach der Schlacht auf dem Weißen Berge wurde der Protestantismus zurückgedrängt und der Katholizismus wieder gefördert. In dieser Zeit waren zwei Jesuiten durch Volksmissionen tätig, um die Ortsbewohner wieder zum katholischen Glauben zurückzuführen. Im Jahre 1674 ließ der Grundherr Fürst Hartmann von Liechtenstein das verfallene Pfarrhaus wiederherstellen und bestiftete die Pfarre neu. Im gleichen Jahr entstand im Haus Nummer 134 eine der ersten Schulen Südmährens. Im Jahre 1818 wurde ein neues Schulgebäude erbaut, das 1842 abbrannte und 1869 zweiklassig wieder errichtet wurde. Den Anforderungen gemäß folgte 1884/1885 ein neues zweistöckiges Schulgebäude im Ortszentrum. 2018/2019 wurde dieses Bauwerk renoviert und umgestaltet sowie die rundum stehenden Büsche und Bäume entfernt. Zukünftig soll das Gebäude als Kulturzentrum seine Verwendung finden.
Im Dreißigjährigen Krieg suchte die Ortsbevölkerung Schutz vor der schwedischen Soldateska in den unterirdischen mannshohen Gängen, die in südöstlicher Richtung längs der linken Häuserzeile vom Ortsteil „großes Dorf“ zum „unteren Dorf“ verlaufen. Im tiefen Brunnen des Hauses Nr. 116 befand sich eine eisenbeschlagene Eingangstür. Nur 150 Ortsbewohner überlebten diese Kriegsjahre.
Über dem Bach brannte 1842 die ganze Nordseite des Dorfes ab, auch 1860 gab es eine große Feuersbrunst. Von den Franzosen 1809 und 1813 sowie den Preußen 1866 wurde Leipertitz arg heimgesucht. Hunderte Ortsbewohner erlagen 1714 bzw. 1855 der Pest und 1866 der Cholera.
Die beiden schwefelhaltigen Brunnen, der eine direkt im Ort und der zweite an der Südseite (Paulowitz), wurden nie für Heilzwecke genutzt. Untersuchungen aus dem Jahre 1995 attestieren einen riesigen, wirtschaftlich nutzbaren Heilwassersee unter Litobratřice. Der größte Teil der Leipertitzer lebte von der Vieh- und Landwirtschaft, wobei der in Südmähren seit Jahrhunderten gepflegte Weinbau eine besondere Rolle einnahm. Um 1900 verringerten sich jedoch die Weinbauflächen kontinuierlich, unter anderem wegen der einsetzenden Reblausplage, so dass 1945 nur noch für den Eigenbedarf des Ortes produziert wurde. Aufgrund des günstigen Klimas wurden neben verschiedenen Getreidesorten auch mehrere Obstsorten angebaut. Ebenso waren die Fischzucht und die Jagd im Gemeindegebiet sehr einträglich. Es gab neben einem florierenden Kleingewerbe noch eine Ziegelei im Ort.
Im Ersten Weltkrieg, hatte der Ort 48 Gefallene zu beklagen. 1919 fiel der deutschsprachige Ort an die Tschechoslowakei, 1938 durch das Münchner Abkommen an das Deutsche Reich. Somit wurde Leipertitz zum 1. Oktober 1938 ein Teil des deutschen Reichsgaus Niederdonau.
Nach dem Ende des Zweiten Weltkrieges nahmen ab 20. Mai 1945 bewaffnete Tschechen den Ort in Besitz. Ein Teil der deutschmährischen Bevölkerung flüchtete über die nahe Grenze nach Österreich. Dabei wurde eine Frau bei Fröllersdorf von Tschechen erschossen. Zwischen dem 15. März und dem 3. Oktober 1946 erfolgte die Zwangsaussiedlung der letzten 645 Leipertitzer nach Deutschland. Bei Misshandlungen der Ortsbevölkerung kam es zu dreizehn Ziviltoten. Bis auf 171 Personen wurden alle in Österreich befindlichen Leipertitzer entsprechend den in den Potsdamer Beschlüssen nach Deutschland weiter transferiert. Der Großteil wurde in den Bundesländern Baden-Württemberg, Bayern und Hessen ansässig. Der damals achtjährige Theodor Bauer berichtet in seinen Erinnerungen von dem Transport mit seiner Mutter und seiner Schwester nach Wohnbach in Hessen. Insgesamt ca. 1200 Menschen wurden von Nikolsburg aus in 40 Viehwaggons nach Westen verschickt. Theodor Bauer und seine Familie kamen am 15. August 1946 in Wohnbach an.
In den 1950er Jahren wurden in Litobratřice viele der Bewohner des von der Talsperre Vír überfluteten Dorfes Korouhvice (Korowitz) angesiedelt.
1995 renovierten die Vertriebenen einen Teil des Ortsfriedhofes und die 45 noch vorhandenen Gräber ihrer Verstorbenen. Ein Gedenkstein erinnert an die Gefallenen beider Weltkriege, er ist auch Ersatz für das 1921 errichtete Kriegerdenkmal, auf dem 1945 alle Namen entfernt und das ursprüngliche Kreuz durch einen roten Stern ersetzt wurde.
Matriken werden ab 1563 geführt. In Moravském zemském archivu Brno (mährisches Landesarchiv, Brünn) liegen die: Geburtsmatriken bis 1900, Trauungsmatriken bis 1830, Sterbematriken bis 1849. Onlinesuche über das Landesarchiv Brünn. Die Matriken jüngeren Ursprungs in der Nachbargemeinde Hrušovany nad Jeviškou (Grusbach).
Die Grundbücher befanden sich von – bis: 1568 – 1848 bei den Herrschaftsakten in Moravsky Krumlov (Mährisch-Kromau), 1848 – 1869 beim Bezirksgericht in Jaroslavice (Joslowitz), 1869 – 1886 beim Bezirksgericht im Moravský Krumlov (Mährisch-Kromau), 1886 – 1946 im Kreissitz Mikulov (Nikolsburg). 1960 erfolgte die Verlegung des Kreissitzes von Mikulov (Nikolsburg) nach Břeclav (Lundenburg). Zugleich auch die Übertragung der Ortsgemeinde Litobratřice (Leipertitz) zum Kreis Znojmo (Znaim), wo sich derzeit die Grundbucheinlagen befinden.

## Wirtschaftliche Gegebenheit
Aufgrund des vielseitigen, fruchtbaren Ackerbodens vor allem Feldbau.

## Bevölkerungsentwicklung
| Volkszählung                                                                  | ha   | Häuser | Einwohner gesamt | Volkszugehörigkeit der Einwohner | Volkszugehörigkeit der Einwohner | Volkszugehörigkeit der Einwohner |
| Jahr                                                                          | ha   | Häuser | Einwohner gesamt | Deutsche                         | Tschechen                        | Andere                           |
| ----------------------------------------------------------------------------- | ---- | ------ | ---------------- | -------------------------------- | -------------------------------- | -------------------------------- |
| 1793                                                                          | –    | 155    | 821              | –                                | –                                |                                  |
| 1836                                                                          | –    | 213    | 979              | –                                | –                                | –                                |
| 1850                                                                          | –    | –      | 1109             | –                                | –                                | –                                |
| 1869                                                                          | –    | 250    | 1202             | –                                | –                                | –                                |
| 1880                                                                          | –    | 284    | 1326             | 1312                             | 13                               | 1                                |
| 1900                                                                          | 2226 | 291    | 1267             | 1252                             | 15                               | 0                                |
| 1910                                                                          | 2226 | 307    | 1286             | 1279                             | 0                                | 7                                |
| 1921                                                                          | 2225 | 315    | 1320             | 1276                             | 11                               | 33                               |
| 1930                                                                          | 2225 | 350    | 1318             | 1256                             | 40                               | 22                               |
| 1939                                                                          | –    | –      | 1332             | –                                | –                                | –                                |
| Quelle: 1793, 1836, 1850 aus: Südmähren von A–Z, Frodl, Blaschka              |      |        |                  |                                  |                                  |                                  |
| Sonstige: Historický místopis Moravy a Slezska v letech 1848–1960, sv.9. 1984 |      |        |                  |                                  |                                  |                                  |

## Sehenswürdigkeiten

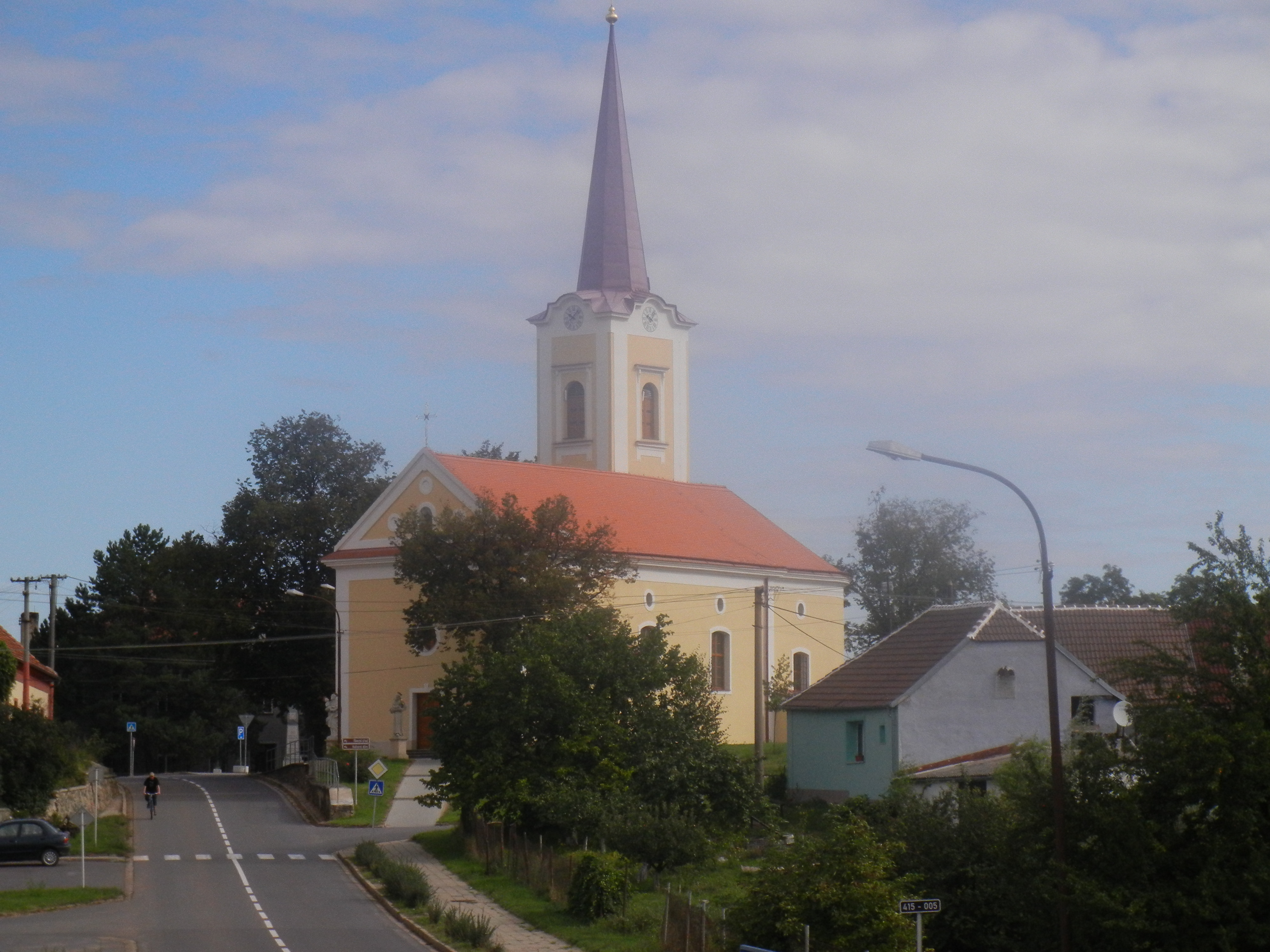
Pfarrkirche St. Georg

- Pfarrkirche St. Georg: Pfarrei und Kirche von Leipertitz wird schon 1278 urkundlich erwähnt, sie ist demnach eine der ältesten Dorfpfarreien Südmährens. Die Kirche wurde über dem alten Friedhof erbaut. Da sie später schon sehr baufällig war und ein – wie die Pfarrchronik sagt – „undenkliches Alter“ hatte, wurde sie 1789 neu errichtet. Der gefällige Innenraum der Kirche zeigt am Hochaltar den Kirchen- und Gemeindepatron, den heiligen Georg. Es ziert die „Himmelskönigin“ (Muttergottes mit Jesukind) den Seitenaltar. Prächtig auch der sehr alte steinerne Taufbrunnen.
- Volksschule: Durch den Gutsherrn von Mährisch-Kromau wurde 1674 die einklassige Volksschule gegründet (Haus 134). 1818 errichtete Fürst von Liechtenstein ein neues Schulgebäude. 1842 brannte es ab, wurde wieder aufgebaut und 1869 auf zwei Klassen vergrößert (Haus 112). 1884/85 wurde eine neue stockhohe, den Ortskern beherrschende, Volksschule erbaut (Haus 290).
- Der Gottesacker war bis 1790 um die Kirche. Noch heute ist unter der Sakristei eine Gruft mit Totengebeinen aus dem alten Kirchhof. Der neue, außerhalb des Ortes angelegte Friedhof erhielt 1818 ein großes steingehauenes Friedhofskreuz.
- Statue der Hl. Dreifaltigkeit
- Statue des Hl. Johannes von Nepomuk (von Ignaz Lengelacher)
- Statuengruppe der Heiligen Familie[14]
- Auf dem Kriegerdenkmal für den Ersten Weltkrieg wurden alle Namen der Opfer 1945 entfernt und durch ortsfremde Namen ersetzt.

## Persönlichkeiten
- Josef Richter (1843–?): Spielleiter, Schauspieler, Schriftsteller.
- Wilhelm Matzka (1798–1891): Professor der Mathematik an der Karlsuniversität in Prag.
- Theodor R. Seifert (1876–1962): Pädagoge, Lokalhistoriker.
- Johann Hofer (1893–1931): bischöflicher Rat, Heimatforscher.
- Walter Matzka (1926–2005): Bildender Künstler.
- Reinfried Vogler (* 1931): Rechtsanwalt und Funktionär des Sudetendeutschen Rates, der Sudetendeutschen Landsmannschaft und des Südmährischen Landschaftsrates. Seit 2012 Präsident der Bundesversammlung der Sudetendeutschen Landsmannschaft. Träger des Großen Sudetendeutschen Kulturpreises 2009.
- Leopold Fink (* 1932): Professor an der Berufspädagogischen Akademie und an dem Pädagogischen Institut des Bundes in Wien. Träger des Professor Josef-Freising-Preises 2004, des Großen Südmährischen Ehrenzeichens in Gold sowie Südmährischer Kulturpreisträger 2015.
- Kurt Hofner (* 1940): Chefredakteur der Mittelbayerischen Zeitung, Regensburg. Träger des deutschen Bundesverdienstkreuzes.